# ケイ×ヤク -あぶない相棒-
『ケイ×ヤク -あぶない相棒-』（ケイヤク あぶないあいぼう）は、薫原好江による日本の漫画作品。『Palcy』（講談社・pixiv）にて2019年1月28日から連載中。
2021年11月18日には、テレビドラマ化が発表され、2022年1月から3月にて日本テレビ系列にて放送。
2021年11月時点で連載が1000万PVを突破している。2023年6月時点で電子版を含む累計部数が30万部を突破している。

## 登場人物
国下一狼（くにした いちろう）
28歳。警視庁で公安捜査官を務める。真面目で堅物な性格。「容姿端麗、運動神経抜群」とスペックが高い。
英獅郎（はなぶさ しろう）
28歳。ヤクザの若頭。バイセクシャルで男性とも関係を持っている。ミステリアスな印象を持つ。

## 書誌情報
- 薫原好江『ケイ×ヤク-あぶない相棒-』講談社〈KCデラックス〉、既刊13巻（2025年6月17日現在）
  1. 2020年2月13日発売[講 1]、ISBN 978-4-06-518553-7
  2. 2020年4月13日発売[講 2]、ISBN 978-4-06-519275-7
  3. 2020年7月13日発売[講 3]、ISBN 978-4-06-519796-7
  4. 2020年9月11日発売[講 4]、ISBN 978-4-06-520511-2
  5. 2021年1月13日発売[講 5]、ISBN 978-4-06-522082-5
  6. 2021年7月13日発売[講 6]、ISBN 978-4-06-524157-8
  7. 2022年1月13日発売[講 7]、ISBN 978-4-06-526193-4
  8. 2022年7月13日発売[講 8]、ISBN 978-4-06-528513-8
  9. 2023年6月13日発売[講 9]、ISBN 978-4-06-531981-9
  10. 2024年2月13日発売[講 10]、ISBN 978-4-06-534593-1
  11. 2024年8月9日発売[講 11]、ISBN 978-4-06-536580-9
  12. 2025年1月10日発売[講 12]、ISBN 978-4-06-538065-9
  13. 2025年6月17日発売[講 13]、ISBN 978-4-06-539697-1

## テレビドラマ
『ケイ×ヤク-あぶない相棒-』のタイトルで2022年1月13日から3月17日まで読売テレビ制作・日本テレビ系プラチナイトの「モクドラF」枠で放送された。
本作品では本編の後、その日の本編を振り返りながら、国下と英がコミカルなやり取りを展開する「おまけ」コーナーが設けられている。

### キャスト
国下一狼（くにした いちろう）〈28〉
演 - 鈴木伸之（幼少期：青木凰）
公安捜査官。
英獅郎（はなぶさ しろう）〈28〉
演 - 犬飼貴丈（幼少期：松本優翔）
指定暴力団「峰上組」若頭。
央莉音（なかば りおん）〈33〉
演 - 栗山千明（特別出演）（幼少期：岸田慧香）
警視庁公安部の捜査官。
田口晶（たぐち あきら）
演 - 徳井義実（チュートリアル）
警視庁公安部長。
蒼井（あおい）
演 - 弓削智久
大須公昭（おおす きみあき）
演 - 板尾創路
内閣総理大臣。
中村雄司（なかむら ゆうじ）
演 - 松本利夫（EXILE）
峰上組に所属するヤクザ。獅郎の兄貴分。
大須匡（おおす まさし）
演 - 吉村界人（中学期：白鳥晴都）
国会議員。公昭の息子。
葉月千夏（はづき ちか）
演 - 萩原みのり。
一狼の幼馴染でパティシエ。
澤口実（さわぐち みのる）
演 - 前原滉
ある秘密を抱える医師。
白石晋太郎（しらいし しんたろう）1話-
演 - 中村祐志
元自衛官。会員制サロン、ファイトクラブの情報源。
東幸子（あずま ゆきこ）２話-
演 - 中田クルミ
東高茂の娘。精神科医に入院中。
野々村和彦（ののむら かずひこ）
演 - 眞島秀和
園長先生
演 - 麻丘めぐみ
東高茂（あずま たかしげ）
演 - 矢柴俊博
幸子の父。
山田悟（やまだ さとし）7話-
演 - 平田満

### スタッフ
- 原作 - 薫原好江『ケイ×ヤクーあぶない相棒ー』（講談社「Palcy」連載中）
- 脚本 - 酒井雅秋、鹿目けい子、三浦駿斗、小川眞住枝
- 監督 - 波多野貴文、白石達也、蔵方政俊、日髙貴士
- 主題歌 - OCTPATH「IT'S A BOP」
- 音楽 - ノグチリョウ
- 音楽プロデューサー - 茂木英興
- 法律監修 - 室谷光一郎、堀ノ内佳奈
- スタントコーディネーター - 富田稔
- 刺青 - あだむう・歌穂
- 特殊メイク - 江川悦子
- チーフプロデューサー - 岡本浩一
- プロデューサー - 小島祥子、斎木綾乃（吉本興業）、中曽根広樹（ギークピクチュアズ）、齋藤大輔（ザ・フール）
- 制作協力 - 吉本興業
- 制作 - ギークピクチュアズ
- 制作著作 - 読売テレビ

### 放送日程
| 話数  | 放送日  | サブタイトル | ラテ欄                                                        | 脚本                | 監督       |
| ----- | ------- | ------------ | ------------------------------------------------------------- | ------------------- | ---------- |
| ep.1  | 1月13日 | 出逢い       | 公安捜査官とヤクザの禁断バディが秘密捜査 あぶないサスペンス!  | 酒井雅秋            | 波多野貴文 |
| ep.2  | 1月20日 | 覚悟         | 禁断バディの秘密捜査始動! 公安捜査官×ヤクザ                   | 鹿目けい子 酒井雅秋 | 波多野貴文 |
| ep.3  | 1月27日 | 存在         | 公安&ヤクザ秘密捜査 禁断バディを襲う刺客                      | 三浦駿斗            | 白石達也   |
| ep.4  | 2月04日 | 奪還         | 今夜、衝撃の急展開! 公安&ヤクザ秘密捜査 相棒が絶体絶命の危機  | 酒井雅秋            | 日髙貴士   |
| ep.5  | 2月11日 | 再会         | 公安&ヤクザ秘密捜査 失踪事件、驚愕の真相                      | 三浦駿斗            | 蔵方政俊   |
| ep.6  | 2月18日 | 真相         | 公安&ヤクザ秘密捜査 憎き死刑囚と直接対決 遂に爆破事件の真相へ | 小川眞住枝          | 蔵方政俊   |
| ep.7  | 2月24日 | 悪戯         | 公安&ヤクザ秘密捜査 最恐の黒幕ついに登場                      | 酒井雅秋            | 波多野貴文 |
| ep.8  | 3月03日 | 反撃         | 公安&ヤクザ秘密捜査 運命の銃撃戦…その先に待つ衝撃の結末とは   | 三浦駿斗            | 日髙貴士   |
| ep.9  | 3月10日 | 潜行         | 公安&ヤクザ秘密捜査 禁断バディ最大の危機 ラブホテル潜伏の2人  | 鹿目けい子          | 蔵方政俊   |
| ep.10 | 3月17日 | 共生         | 公安&ヤクザ秘密捜査 遂に黒幕と最終決戦! 禁断バディの運命は…   | 酒井雅秋            | 波多野貴文 |

- ep.4 - 6は前夜放送の『news zero』の放送時間拡大により10分繰り下げられ、2月4日 - 2月18日（金曜日）の0時09分 - 1時04分にそれぞれ放送された。

| 読売テレビ制作・日本テレビ系 モクドラF          | 読売テレビ制作・日本テレビ系 モクドラF              | 読売テレビ制作・日本テレビ系 モクドラF                          |
| 前番組                                          | 番組名                                              | 次番組                                                          |
| ----------------------------------------------- | --------------------------------------------------- | --------------------------------------------------------------- |
| アンラッキーガール! （2021年10月7日 - 12月9日） | ケイ×ヤク-あぶない相棒- （2022年1月13日 - 3月17日） | 探偵が早すぎる 春のトリック返し祭り （2022年4月14日 - 6月16日） |

## 舞台
2023年7月13日から23日に、Mixalive TOKYO Theater Mixaにて上演。
芝居×コンテンポラリーダンス×生演奏が織りなす、新たな世界観を舞台で表現する。

### キャスト（舞台）
- 国下一狼 - 立花裕大
- 英獅郎 - 長田光平

### 演奏
- チェロ - 関口将史
- ヴァイオリン - 大槻桃斗、渡邊達徳

### ダンサー
- 石井大希
- 有川拓也

### スタッフ（舞台）
- 原作 - 薫原好江
- 脚本、演出 - 川名幸宏
- 音楽監督 - 森優太

### 講談社コミックプラス
以下の出典は講談社コミックプラス（講談社）内のページ。書誌情報の発売日の出典としている。
1. 1 2 3  “『ケイ×ヤク -あぶない相棒-（1）』”. 講談社コミックプラス.  講談社. 2021年11月20日閲覧。
2. ↑  “『ケイ×ヤク -あぶない相棒-（2）』”. 講談社コミックプラス.   講談社. 2021年11月20日閲覧。
3. ↑  “『ケイ×ヤク -あぶない相棒-（3）』”. 講談社コミックプラス.   講談社. 2021年11月20日閲覧。
4. ↑  “『ケイ×ヤク -あぶない相棒-（4）』”. 講談社コミックプラス.   講談社. 2021年11月20日閲覧。
5. ↑  “『ケイ×ヤク -あぶない相棒-（5）』”. 講談社コミックプラス.   講談社. 2021年11月20日閲覧。
6. ↑  “『ケイ×ヤク -あぶない相棒-（6）』”. 講談社コミックプラス.   講談社. 2021年11月20日閲覧。
7. ↑  “『ケイ×ヤク -あぶない相棒-（7）』”. 講談社コミックプラス.   講談社. 2022年1月13日閲覧。
8. ↑  “『ケイ×ヤク -あぶない相棒-（8）』”. 講談社コミックプラス.   講談社. 2022年7月13日閲覧。
9. ↑  “『ケイ×ヤク -あぶない相棒-（9）』”. 講談社コミックプラス.   講談社. 2023年6月13日閲覧。
10. ↑  “『ケイ×ヤク -あぶない相棒-（10）』”. 講談社コミックプラス.   講談社. 2024年2月13日閲覧。
11. ↑  “『ケイ×ヤク -あぶない相棒-（11）』”. 講談社コミックプラス.   講談社. 2024年8月10日閲覧。
12. ↑  “『ケイ×ヤク -あぶない相棒-（12）』”. 講談社コミックプラス.   講談社. 2025年1月10日閲覧。
13. ↑  “『ケイ×ヤク -あぶない相棒-（13）』”.   講談社. 2025年6月17日閲覧。